# 타이호아
타이호아 시사(베트남어: Thị xã Thái Hòa / 市社太和)는 베트남 응에안성의 티싸(시사)이다.

## 행정 구역
타이호아 시사에는 4개 방(坊)과 5개 사(社)가 있다.

### 방
- 호아히에우 (Hòa Hiếu / 和孝)
- 롱선 (Long Sơn / 龍山)
- 꽝퐁 (Quang Phong / 光風)
- 꽝띠엔 (Quang Tiến / 光進)

### 사
- 동히에우 (Đông Hiếu / 東孝)
- 응이어미 (Nghĩa Mỹ / 義美)
- 응이어투언 (Nghĩa Thuận / 義順)
- 응이어띠엔 (Nghĩa Tiến / 義進)
- 떠이히에우 (Tây Hiếu / 西孝)